# グレゴワール・カイバンダ
グレゴワール・カイバンダ（フランス語: Grégoire Kayibanda, 1924年5月1日 - 1976年12月15日）は、ルワンダの政治家。フツ族である。
同国大統領（初代）、ルアンダ＝ウルンディ自治政府首長（第2代）を歴任した。1973年にクーデターにより失脚、軍事法廷で死刑判決を受けたがその後減刑され、軟禁状態に置かれ、最後には餓死させられたとされる。

## 生涯

### 政治家以前
1924年に生まれた。
父親はコンゴ出身のシ、母親がフツだったと言われている
。
ニャキバンダ（Nyakibanda、ブタレの西にある町の名前）で神学校生になり
、卒業後、キガリのクラセ学院(Institut Claseé)で
小学校教師の職を得た。
ここで、1948年から1952年まで教員を務めた。
この間の1950年に、ベルギーのキリスト教社会党との関係でベルギーに渡航した
(1957年にも再度ベルギーへ渡航)。
1952年にカブガイの神学校に戻り、新聞L'Ami(カトリックの機関紙)の編集に携わった
。
L'Amiには、1952年から1956年まで関係した。
また、ベルギー・コンゴ友好協会 (Amities Belgo-Congolaises)

で秘書になった。
その後、スイス人でカトリックのルワンダ教区大司教ペロダン(Perraudin)の
個人秘書になり、
1955年に、一般信徒のままでキニャマテカ(Kinyamateka)
の編集に、
翌1956年には主筆になった
。
同年12月に教会はTRAFIPRO(Traveil, Fidélité, Progrès、「仕事、忠誠、発展」の意味)という
共同体を作り、カイバンダはその理事会の代表になった。
翌1957年6月
、
キニャマテカの編集とTRAFIPROの代表を基礎にして、カイバンダは「フツ社会運動」
(Mouvement Social Muhutu、略称はMSM)という文化団体を作りフツ運動に乗り出した
。
同年にはカイバンダはベルギーへ再渡航し、1958年から1959年までカトリック教会の招きで
ブリュッセルに滞在、ジャーナリズムを学んだ。

### 大統領
ルワンダのベルギーからの独立運動に参加し、頭角を現す。多数派フツ族として、
少数派ツチ族の王制に反発し、政治家へ転向。
1959年10月9日、フツ解放運動党(パルメフツ)を結成した
。
1961年1月28日カイバンダは、3,125人のブルグメストル
(市長に相当する)
と
地方自治体の議員をギタラマに集め緊急集会を開き、発声投票によって「民主的主権国家ルワンダ共和国」の
樹立を宣言した。
これは「合法的なクーデター」だと言われている。
1962年7月1日、ルワンダは正式に独立した
。
独立後のルワンダは形式上は多党制の民主主義国家であった
。
しかし、実質的にはパルメフツによる一党独裁制の人種差別国家だった。
同年の大統領選でカイバンダは大統領に当選した。カイバンダは、
意図的に人前に現れず、権威主義的で秘密主義的な態度をとった
。
これはルワンダ独立以前のムワミと同じ政治手法に則っている。
カイバンダは行政の最下位レベルの任命や指名に至るまで全てを自分の責任で行った。
カイバンダは「ギタラマの隠者」とあだ名された
ように、少なくとも大統領就任当初は強欲から縁遠い政治家だったことは確かである。
海外渡航の経験はほとんどなく、よれよれの服を着ており、つぎあてをした靴を履き、国内を回るときには
高級車ではなくフォルクスワーゲンに乗るなど、およそ大統領のイメージとは程遠い。
この点に関しては服部正也が著書『ルワンダ国立銀行総裁日記』内に、
カイバンダが清廉であったと書いたことと一致する
。
しかし、同著内で服部がカイバンダを高評価しているのとは実態が異なり、
カイバンダがツチに対してとった政策、特に政治関係の政策は過酷なものだった。
カイバンダのとった政策は、存在自体は寛恕するが、ツチは市民生活の空間に閉じ込め、
政治的空間・行政の要から排除するというものだった。
ルワンダ大虐殺事件直後の論調は、ハビャリマナ政権の独裁性、ツチに対する差別性を非難するものが多かったが、
その後の研究では、むしろハビャリマナ政権の方が国内宥和を尊重しており、
カイバンダ政権の方が民族差別がひどかったと考える研究が増えている
。

### 妥協としての宥和政策
独立後、カイバンダは「割り当て制度」の導入を支持した。
割り当て制度とは、フツ対ツチの人口比に応じて、政府・高等学校・高等教育機関においてポスト・学生数の構成比を
固定する制度のことである。
この制度の導入によって、公式上の数字としては、ツチは政府・高等学校・高等教育機関に
おいて10から20%程度に制限された。
ただ、割り当て制度は、カイバンダ政権だけでなくその後のハビャリマナ政権でも維持されたが、
実際には遵守されていなかった。
1970年代初頭の例で言うと、高校や大学での教師・学生の約半数はツチだった。
1960年代中期から後半の数字では、大学生の90%近くがツチだった。
そのほかでは、カトリックの司祭はツチの割合が圧倒的に高かった
し、私企業においても、ツチの成功者が多かった。
しかし、この制度によって、高等教育を受けられるようになったフツの数が急増したことは確かである。
皮肉なことに、フツの学生が急増したことが後年かえってカイバンダの政治的安定を損なわせる原因になった
。
1963年のブゲセラ侵攻以前まで、カイバンダがツチに対して比較的宥和的だったことは事実である。
たとえば、1960年の地方選挙でパルメフツは大勝したにもかかわらず、ツチを入閣させた

。
ツチを入閣させた理由は、1962年2月8日
に国連の仲介で結ばれたニューヨーク協定によって
、ルワンダ国民連合(Union Nationale Rwandaise、略称はUNAR)
に対して閣僚ポストを2つ用意することが約束されたからである。
ツチの閣僚は保健相と牧畜相として入閣した
。
しかし、これは独立後の移行期間における飴と鞭の政策の一環であり、
最終的な目標はパルメフツによる支配にあった。
パルメフツはあらゆる手段を使って地歩を固めていった。

### ツチの粛清
1959年に発生した万聖節の騒乱や「1959年の社会革命」によって、多くのツチがルワンダから周辺国に難民となって
流出した。以後も、断続的に発生したツチに対する虐殺事件によりツチの難民の流出は止まらなかった。
これらのツチ難民の中に、武力によってルワンダへの帰還を強行しようと考えたグループが芽生えた。
この強硬派グループがイニェンジである。イニェンジは、遅くとも1960年末から小規模なテロ活動を
ルワンダ国内で始めるようになった。
イニェンジが起こした武力攻撃の中で最大規模だったのが、1963年11月14日と12月21日に
ブルンジの難民キャンプから越境して仕掛けたブゲセラ侵攻である

。
これによりカイバンダは一時、政権崩壊の瀬戸際まで追い詰められ、
ベルギー軍の助けを借りて辛くもイニェンジを撃退した。
この攻撃の後、カイバンダは急速に暴力的なツチ抑圧の政策をとるようなった。
カイバンダはルワンダ国内のツチの政党、UNARと
ルワンダ民主連合(Rasseblement Démocratique Rwandais、RADER)をつぶし、
ツチの政治指導者を殺害し始めた

。
同時にフツの反体制派も粛清した。
逮捕されたものの大半は殺害され、釈放された者の数は少ない。
RADERの元党首プロスパー・ブワナクウェリ(Prosper Bwanakweri)ら、
まだルワンダ国内に残って活動していたツチの政治家たちは全員処刑された。
政治家ばかりではなく、ツチの市民も被害を蒙った。
カイバンダは大臣を集め、地方レベルで自警委員会を設置するように求めた。
その後大臣達は、知事、副知事、市長に会い、委員会を設置するように求め、地方レベルでの自警委員会が作られた
。
全国で検問が作られ、見張りが常駐するようになり、政府の役人は国民に対してラジオ放送で
「ツチのテロリスト達」に対して防衛するよう求める談話を放送した。
ブゲセラ侵攻時に、イニェンジとは無関係のツチで殺害された者の死者数に関しては大きな幅があり、確定的な数字はない。
1990年のルワンダ内戦以前は、七百五十人から五千人と推定されていた(750人はルワンダ政府の推計値)
。
一方、1994年のルワンダ大虐殺後になると推計値が大きく増大し、一万人から二万人に膨れ上がった
。
最も被害の大きかったギコンゴロ県だけで、五千人から八千人(この地区のツチの人口の約10から20%)
、一万人という推計もある。
これらの虐殺事件は、キガリの中央政府の指示のもとで行われたものというよりも、
農村部で発生した暴動事件の性格が強かったようである。
政府軍が存在せず、したがって中央政府の統制が弱い地域で虐殺事件が発生しており、
民兵が農村部でフツを扇動してツチの殺害を主導したことが、
当時の国連事務総長特別代表の報告書の中に書かれている。

### 続く粛清
1964年までにツチの政治指導者たちを粛清してしまった後、
カイバンダは別の政党である大衆社会促進同盟(L'Association pour la Promotion Sociale de la Masse, 略称はAPROSOMA)の
排除に手をつけた。
理由は、APROROMAがツチに対して宥和的で、ツチの市民を登用していたからである。
APROSOMAの活動家は主に、中央南部のブテラと、南西部のキニャガ出身の者からなっており、このうち
キニャガは歴史的な理由から、ツチの影響力の強い地域だった。
カイバンダは自身の出身地であるギタラマの人間を重用しその他の地域出身者を排除していったが、ルワンダ南部出身者が
悩みの種で、その結束の強かったのがAPRROSOMAであり、それをつぶすことが狙いだった。
APROSOMAはフツがリーダーの政党だったためつぶされることはなかったが、
1964年から1967年にかけてゆっくりと時間をかけて政治的空間や行政の主要部から排除されていった
。
カイバンダは、司法からもAPROSOMAを排除した。ルワンダの憲法には司法の独立が明記されているにもかかわらず、
カイバンダは、APROSOMA出身の最高裁判所長官ンゼイマナ(Nzeyimana)を「政府との不一致」を理由にして罷免している
。

### 権力集中
1961年制定のルワンダ憲法では、国家元首として大統領を置き、行政の長であることが定められ、
成年による普通・直接選挙によって比較多数で選出されることになっていた
(一方、首相を置く規定はない)。
大統領に対して議会は、5分の2以上の賛成で不信任動議が提出でき、5分の4以上の支持があれば
動議は可決できた。
一方、大統領の側に議会の解散権は与えられていなかった。
このように憲法上は立法府の権限の方が強いシステムになっていたが、実態は逆で、
議会の活動は次第に低下し、大統領とその少数の側近に権力が集中していった
。
1965年、1969年の大統領選挙でカイバンダは共に再選されているが、共に候補はカイバンダ1人だった
。
得票率はそれぞれ、98.0%、99.6%である。
一方、議会の活動は次第に停滞していった。
数少ないが、議会はカイバンダを含めた行政側の不正の追及を試みたことがある。
例えば、1968年、開発予算の不正使用に端を発して議会に調査委員会が設けられ、カイバンダをはじめ
多くの政治家の行動が問題視された。
報告書が公表されたが大統領側近の議員が猛反発し、報告書は政府転覆を図るものであり、虚偽の内容を含むと
主張して国民議会に報告書を否定する決議案を提出、賛成30、反対0、棄権10で採決された。
棄権者の中にはルワンダ初代大統領のムボニュムトゥワら大物議員が含まれていたが、
次期選挙時に公認を取り消されるなどの圧力を受け、党から追放されていった。
この事件以降、カイバンダを中心として、ムリンダハビ(Mulindahabi)やンバルブケイエ(Mbarubukeye)らの
「ギタラマの小グループ」が権力を確立させた

### 国内政治の行き詰まり
1960年代後半の時期は、イニェンジによるテロ活動が弱まりつつあり、
カイバンダ政権によるツチの殺害が大規模には起こらなかった時期である。
その一方で、物資の不足は深刻で世界最貧国の1つのままであり、検閲のため自由な発言はできず、
エリート層ですら息苦しい空気を感じるようになり始めた。
1960年代半ばまでにはフツの若者の不満も高まりつつあった
。
貧乏のため初等教育すら終えられないフツは多数おり、
また、大学を卒業しても失業したままの学生も増えだしていた
。
一般市民生活の中でフツが主要な地位を占めていないという批判が次第に高まっていった。
特に、教育と雇用の分野に対する政府批判が強かった。
その圧力の結果の1つが、1966年8月に制定された法律で、公立・私立を問わず教育機関に対して
政府の介入を強めるものだった。
1970年代に入るとカイバンダは求心力を失い始めた。
1972年から1973年になると、カイバンダは自身の権力の衰えを自覚するようになった
。
1972年半ばになると、カイバンダは次第に政府所有の王宮の中に隠遁するようになりだした
。

### ブルンジの動乱
1972年の5月から6月にかけて隣国のブルンジ共和国でツチによるフツの大規模な虐殺事件が発生し、
フツ難民がルワンダへ押し寄せた。ルワンダ国内の特にフツのエリート層では怒りや不穏な動きが広がっていった
。
これが原因となって、1972年から翌年にかけて
(文献によっては1973年の1月から)
ルワンダで騒乱が発生した。
この動乱には複数の見解がある
1つは、ルワンダでの混乱はカイバンダが自身の権力維持のために意図的に起こしたものである、という見解である。
(1973年9月には大統領選と議会選挙が予定されていたが、憲法によりカイバンダが次期大統領を務めることは禁止されていた
)。
もう1つは、急激にフツ中心の国家を樹立したことに伴って社会にたまった歪みをカイバンダ政権が
うまく処理できなかったことによる
失政の結果がブルンジでの虐殺事件によって表面化したと見る見解である。
前者の見解は G.Prunier, Rwanda Crisis(second edition), Cambridge University Press, 2002 
や L.Melvern, Conspiray to Murder(Revised Edition), Verso, 2006 に、
後者は M.Mamdani, When Victims Becomes Killers, Princeton University Press, 2001 に見られる。
見解の相違に関わらず、事実として起こったことは以下のようなものである。
政府は1972年10月から翌1973年の2月にかけて、監視委員会を設けて、大学、公務員だけでなく
民間企業でも、割り当て制度が正しく実行されているかをチェックし始めた
。
監視委員会でもっとも熱心だったのは高等教育を受けたフツで、ツチを追い出すことで代わりによい仕事にありつける
ことを期待してのことだった。
一方、民間側では、ツチに対する攻撃が始まったのは1973年1月のこと
で、
最初に始めたのは国立ブタレ大学のフツの学生である
。
学生達は、出所不明の、今まで聞いたことのなかった公安委員会、
あるいは学生運動委員会名義の署名
があるブラックリストを掲示板に張り出し、名指しでツチの学生の排除を始めた。
非難された者の中には、ツチと結婚したフツの子供やツチに宥和的な人物も含まれていた。
これが原因で、200人のツチが大学を辞めざるを得なくなった。
反ツチ運動は、国立ブタレ大学から国立教育大学、高校へと拡大していった。
更に大学から、銀行、半官半民の企業、私企業、果ては大使館にもツチを攻撃したリストの張り出しは広がっていった
。
いずれにしても、この騒乱がカイバンダにとって致命的な事件になったことに変わりはない。
それは、当初ツチの排除運動から始まったものが、次第にフツ間の利権争いに転化していったからである
。
主に、北部出身と南部出身の政治家間での争いになった。
更には、フツ同士でも貧富の差をめぐって、腐敗や失業の問題の争いに発展していった。
一方、政府の反応は鈍かった。
事態が深刻化してから数週間、政府は何の対策もとらなかった。
その後、政府はようやく動いたものの、やったことは学生に対して、
節度をもって抗議行動をとるように警告しただけだった。
その後、法を犯した学生は排除すると声明、混乱を引き起こそうとする反政府活動グループに対して警告を出すなど
した後、ようやく「人種を理由に個人を差別することは容認しない」と声明する程度の反応しか示さなかった

1973年のツチ排斥運動で大規模なツチの虐殺事件が起こったのかどうかは不明である。
農村部で発生したという証言もあれば、なかったとの当時の研究もあり、
よくわからない。
しかし、再び大量のツチ難民が周辺国に流入したことは事実である。
1959年、1960年代、そして今度の1973年に発生したツチ難民とその子供たち、特にウガンダに流出した者が、
後のルワンダ愛国戦線の核となった。

### 失脚
1970年代に入って求心力を失い始めたカイバンダは、1973年の独立記念式典(7月1日)で自身に対して公然とした
不満を表明されるまでになっていた。
それからわずか4日後の7月5日、ハビャリマナ国防相・参謀総長(当時)と
10名の将校がクーデターを決行、カイバンダは失脚した。
この時政府をコントロールしたのは、10人の軍事官僚からなる「国民和解統一委員会」である
。
ハビャリマナの公式声明では、クーデターは国内の暴力を収束させるために起こしたものということになっている
が、
一方で、ハビャリマナらはカイバンダ政権の不安定化のために暴力事件を起こし、
暴力を停止させるためにクーデターを起こしたという口実をつかって権力を奪ったという主張の論もあり
、議論の残るところである。
クーデターにより暴力は急速に収束したので、
ビジネス界、官界、フツ、ツチに関わらず、この事件に関わりのあった者はこのクーデターを歓迎した
。
ツチの中でもこのクーデターを歓迎する声は多かった。
なお、古い文献だけでなく21世紀に入っても、1973年のクーデターは無血だったと書くものがある
が、以下に見るように間違いである。
カイバンダは数人の共謀者と共に逮捕、反逆罪を理由に軍事裁判にかけられ
、
他の7人のカイバンダ政権のメンバーと共に死刑判決を受けた
。
なお、カイバンダは、のちに終身刑へ減刑された。
このクーデターにより、1974年に処刑が行われた。
殺害された人数については若干の幅がある。
S.Straus, The Order of Genocide, 2006, p.191 では55人程度の処刑、
L.Melvern, Conspiarcy to Murder(Revised ed.), p.11 では、前政権に近い官僚、弁護士、ビジネスマンが
殺された者の大部分で、その人数は55人と推定される、逮捕・投獄後に毒殺や撲殺され、家族には金を握らせて
口外しないように口止めした、とある。
カイバンダはギタラマ県のカヴム(Kavumu)に軟禁され、
1976年に死んだ

(別の文献では1975年に死亡)。
カイバンダの死因は、おそらく餓死だという。
ハビャリマナが殺害を避けカイバンダを餓死させたのは、前大統領の血が流れれば自分に害をなすだろうと
迷信的に信じていたためだという。

## 人物像

### 反ツチ感情
服部正也は著書『ルワンダ中央銀行総裁日記(増補版)』の中で、「カイバンダ大統領の夫人も、ハビャリマナ大統領の夫人もツチ族である」と書いている。ただし、その情報の出所は書かれておらず不明である。
なお、服部のこの文章のうち少なくとも、ハビャリマナ大統領夫人がツチである、という言明は誤りであると見られる
。
一方で、カイバンダ政権下においては、植民地時代に広がったハム仮説（ツチを外来の征服民族とする仮説）を根拠に、ツチを排除する政策が取られた(ただし、同政権の閣僚や政府高官にはツチも多く残留している)。
カイバンダの反ツチ感情は、いくつかの談話の中に残されている。例えば、1963年3月11日に発表されたメッセージは次のようなものである。「お前達の中には、民主的なルワンダで平和に暮らしているお前達の兄弟に害をなしている者がいる。
（中略）お前達が武力でキガリを奪取したとしてみよう。お前達が最初の犠牲者になるであろう混乱がどれほどのものになると
推し量るつもりだろうか。（中略）それはツチという人種の完全な終わりになるであろう。」
さらに1年後に発表された談話では、ツチが再び政治的権力を手に入れようとするならば「ツチという人種は全て消滅するであろう。」と述べられている。

### 革命家としての面
1965年から1971年にかけてカイバンダ政権の下、ルワンダで中央銀行総裁を務めた服部正也は、
自著『ルワンダ中央銀行総裁日記』においてカイバンダを誠実な農民政治家として好意的に記している。
一例として、1965年の経済政策の方針に関する議論の中で、服部にルワンダの将来像をどのようにしたいか？
と問われたカイバンダは、以下のように回答したとしている。
また、政権末期に不正が見られたことについても、親族などの取り巻きがその地位を濫用して行っており、
大統領自身は依然清廉であったと評している。

### 注
1. ↑  ベルギー人入植者J.F.C.ゴセンス(J.F.C.Gossens)が設立した文化協会[2]
2. ↑  教会が所有していたルワンダ語の新聞[6]で
発行部数は約2万5千部だった[7]。
3. ↑  前任の編集者は歴史学者として著名なアレクシス・カガメである[5]。
4. ↑  ルワンダの行政単位はベルギーのそれをまねており、市に相当する単位をコミューンと名付けている。コミューンの首長のことをルワンダではブルグメストルと呼んでいる。1960年6月の選挙以降、ベルギーの制度をまねてこうよばれるようになった[12]。
5. ↑  ただし、その後カイバンダがTRAFIPROを利用してギタラマ出身者や経済関係者との間に癒着を強めていった点に関して、服部の著書と現代ルワンダ政治の研究者(例えば、M.Mamdani)とでは見解が異なる。
6. ↑  例えば、M.Mamdani, When VictimsやS.Straus, The Orderを参照せよ。
7. ↑  司祭にツチの割合が高いのはルワンダの植民地時代からの伝統だったが、独立後長く経っても依然としてツチの割合が多かった。理由の一端は、割り当て制度にあり、ツチの就職口がほとんどなく偏見が強かったため、神学校に入りその後司祭の道を選ぶものが多かったことにもあるらしい[22]。
8. ↑  M.Mamdaniの著書では、内閣の構成は「ヨーロッパ人9人、フツ7人、ツチ3人」と書かれているが、その他の文献[24][25]では、ツチの閣僚は2人である。
9. ↑  ルワンダ独立の半年後に行われた内閣改造(1963年2月6日実施)でツチに割り当てられた2つのポストは切り捨てられてしまった[25]。これ以後カイバンダ政権でツチの閣僚が任命されることはなかった。
10. ↑  ハビャリマナ大統領夫人とはカンジカ・アガトのことで、アカズの中心メンバーの一人である。
G.PrunierのRwanda Crisis(second edition)、p.86によれば、アガトはルワンダ北部の小さなフツの家系の出身であると書かれている。カンジカ・アガトの兄がプロタ・ジギラニラゾ(Protais Zigiranyirazo)で、1審のミスにより第2審で無罪となったもののICTRで訴追された。また、セラフィン・ルワブクンバ(Ruwabukumnba)、エリー・サガトワ(Elie Sagatwa)もアガトの兄弟である(ただし、G.Prunier, Rwanda Crisis(second edition), p.85のようにサガトワはアガトのいとこである、と書く文献も存在する)。G.Prunier, Rwanda Crisis(second edition), L.Melvern, Conspiracy to Murder(revised edition), M.Mamdani, When Victims become Killers, S.Straus, The Order of Genocide(Cornell University Press, 2006, ISBN 978-0-8014-7492-7)、武内進一『現代アフリカの紛争と国家』(明石書店、2009年、ISBN 978-4750329260)、Alison Des Forges Leave None to Tell the Story(Human Rights Watch)のいずれにも、カイバンダ夫人、カンジガ・アガト、プロタ・ジギラニラゾ、エリー・サガトワ、セラフィン・ルワブクンバがツチであるとの記述はない。